# 考利·伍德羅
考利·伍德羅（英語：Cauley Woodrow；1994年12月2日—）是一位英格蘭足球運動員，在場上的主要位置是前鋒。他現在效力於英甲球隊卢顿。伍德羅曾代表英格蘭U17、U20及U21國家隊參賽，但未曾入選成年國家隊。

## 外部連結
- Fulham F.C. profile
- 足球数据库：Cauley Woodrow的球员统计数据
- England U17 biography （页面存档备份，存于） at TheFA.com